# Дин, Кэролайн
Кэролайн Дин (Caroline Dean, род. 2 апреля 1957 года) — британский ботаник. Сотрудница John Innes Centre, его профессор, почётный профессор Университета Восточной Англии, член Лондонского королевского общества (2004), Леопольдины и иностранный член НАН США (избрана в обе последние в апреле 2008). Highly Cited Researcher, лауреат премии Вольфа (2020).

## Биография
Окончила Йоркский университет, где училась в 1975—1978 гг., со степенью бакалавра биологии с отличием. Степень доктора философии DPhil по биологии получила там же, занимаясь с 1979 года, в 1982 году.
В 1983—1988 годах работала в Калифорнии в Advanced Genetic Sciences, Inc. (ныне это часть DNA Plant Technology).
С 1988 года работает в John Innes Centre, в 1999—2009 годах помощник директора по исследованиям.
С 1993 года почётный фелло-исследователь, а с 2002 года почётный профессор школы биологических наук Университета Восточной Англии.
Член редколлегии Genes & Development.
Член EMBO с 1999 года и член её совета в 2012—2017 гг.
В 2012—2018 годах сотрудник-нерезидент Salk Institute for Biological Studies.
С 2015 года член AcademiaNet.
Супруг — Jonathan D. G. Jones, есть сын и дочь.
Автор более 150 рецензированных публикаций.

## Награды и отличия
- Genetics Society Medal[англ.] (2002)
- Thomson Reuters Top 1 % Highly Cited Researcher (2014)[5]
- Award for Excellence in Bioscience, Biotechnology & Biological Sciences Research Council (2014)[4]
- FEBS/EMBO Women in Science Award (2015)[3][6]
- Медаль Дарвина Лондонского королевского общества (2016)
- Премия Л’Ореаль — ЮНЕСКО «Для женщин в науке» (2018)[7]
- Novartis Medal and Prize[англ.], Биохимическое общество (2019)
- Премия Вольфа (2020)
- Королевская медаль Лондонского королевского общества (2020)

Дама-Командор ордена Британской империи (2016, офицер 2004).